# 合歡主峰

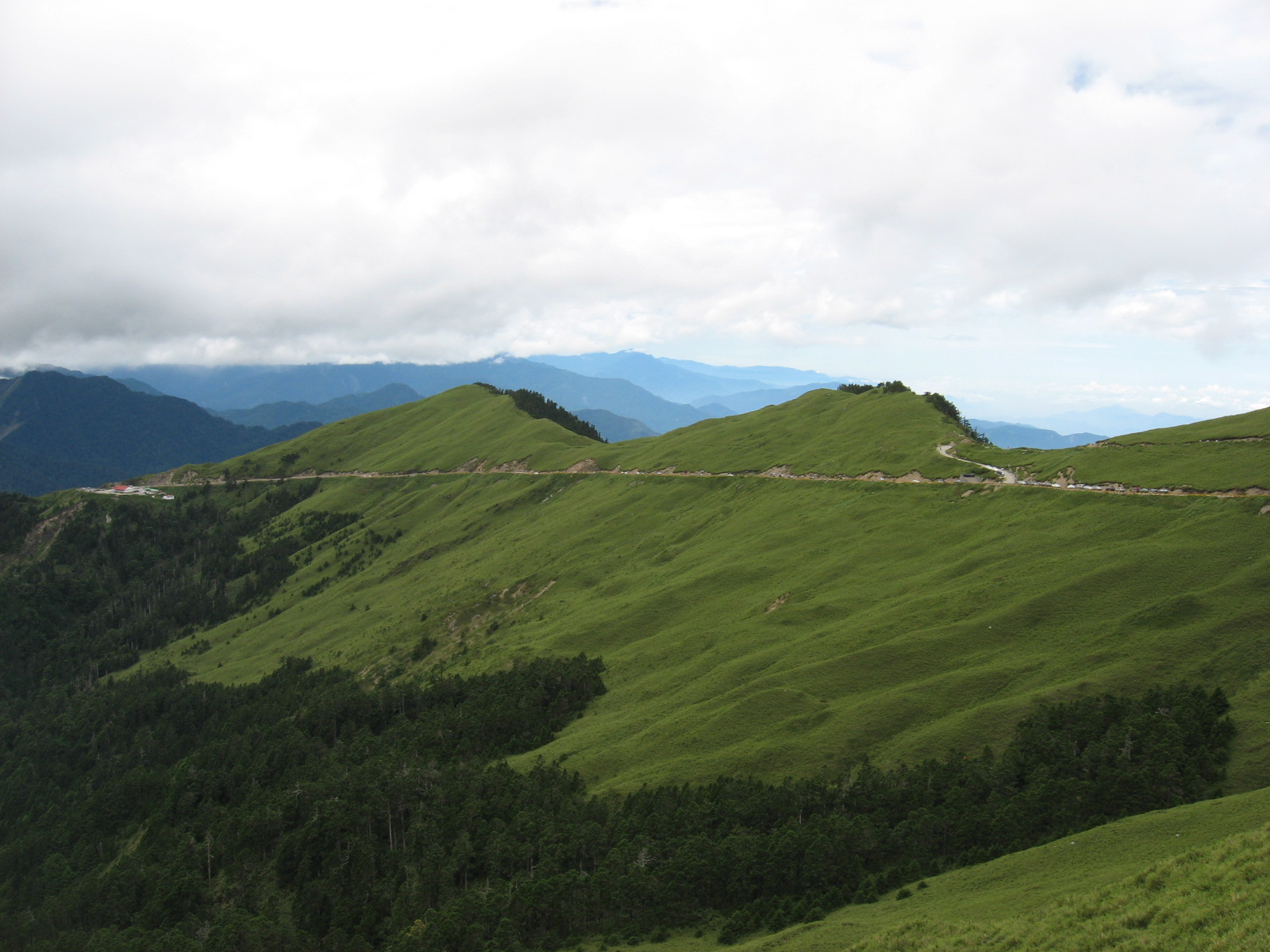
合歡山主峰所呈現出單面山是臺灣標準之傾斜坡地形。自武嶺遠眺其山腹有裸露岩層呈線狀橫向通過，此為台14甲線橫切所致。

合歡山主峰，又稱合歡主峰，為台灣中央山脈北段主脊合歡山的主山，海拔3,417公尺（3,416公尺），為臺灣百岳之一，排名第37。山頂位於中央山脈主脊由合歡東峰往西岔出近一公里，再往北岔出約0.5公里的支稜上，位居南投縣仁愛鄉境內。雖稱為合歡山的主峰，高度尚低於北合歡山、合歡東峰。在山頂設有6388號三等三角點，交通部中央氣象署合歡山測候站亦設置於此。合歡山主峰位在太魯閣國家公園西南邊界，並有林保署於此設立合歡山國家森林遊樂區，也為合歡山旅遊景點之一。

## 歷史
日治時期，台灣總督佐久間左馬太準備討伐太魯閣族，因此組成探險隊前往合歡山區，並沿著探險隊探勘結果所規劃出路線去開闢軍用道路，即後來合歡越道路，其路線則橫切合歡山主峰之山腹。1950年，國民政府遷台後不久，開始規劃中橫公路，大致沿用合歡越道路之路線，因此台14甲線身為中橫公路霧社供給線（俗稱霧社支線），也與日治時期一樣的路線，是橫切合歡山主峰之山腹來開闢，但兩者間卻並非完全重疊。
由於合歡山主峰具有高度適宜、視野遼闊、交通易達、補給便利等因素，使得早期國防部選在山頂設置通訊與導航基地，後來2000年解除軍事管制，基地留下營舍及民間業者之電信設施，造成景觀破壞，對環境生態有所衝擊，因此太魯閣國家公園管理處向國防部、林務局、電信業者協商，將合歡山主峰的山頂所留下營舍給拆除，保留電信業者所架設基地台與發射器，並將通訊與導航基地留下的平台地基則改建成觀景台。

## 地理
冬季是合歡山的賞雪季節，因太平洋水氣被寒流鋒面帶入立霧溪，並沿塔次基里溪上溯至合歡山區，如此抬升之下所形成的降雪，在台14甲線克難關一路至昆陽的積雪最多，尤以合歡山主峰與東峰為適合的賞雪地點。
在高度的記載上，除了有記載合歡山主峰是海拔3,417公尺，亦有見記載是海拔3,416公尺；其名雖為「主峰」，但在合歡群峰之中，高度卻低於合歡東峰與北峰。整個合歡群峰看似獨立的山塊，略呈雙十字狀，合歡山主峰則居於合歡尖山與東峰之西側，為濁水溪、合歡溪、北港溪之分水嶺。其地勢呈東緩西陡，並且與岩層之間方向正好平行，構成單斜形態之單面山景觀，被地理學家林朝棨評為臺灣標準之傾斜坡地形。
受到奇萊山斷層通過的影響，在克難關以西之合歡山區皆為廬山層，其岩性屬黑色到深灰色的硬頁岩、板岩及千枚岩和深灰色的硬砂岩互層所組成。然而根據羅偉對合歡山區進行地質調查得知，合歡山主峰之西側屬廬山層，其岩性為厚層砂岩夾薄層板岩與厚層板岩互層。從羅偉在研究中所繪製地質圖可看出，有斷層線在合歡山主峰之東側，通過合歡東峰，並往昆陽北側穿過台14甲線，不過廬山層在此區出露並不完整，所以一般認為梨山斷層並未通過。
廬山層的板岩在合歡山區顯得劈理發達，當高山氣候造成寒凍楔裂的發生時，板岩的崩解作用在此區之地質容易產生，這在台14甲線的路旁可見邊坡上植被，因為不易附著植生所裸露出岩層，沿線能顯見很多崩解下來板岩的岩塊、岩屑或細小的板岩顆粒堆積。

## 交通
合歡山主峰的郊山化乃賜於公路開通之便，政府為興築中橫公路而修建霧社供應線，成為現今來自臺灣東部與西部可駛抵之親近山岳，加上昔日國軍為聯絡山頂之基地，開闢出可銜接台14甲線之聯絡道，因而成為現今的合歡山主峰步道，為提供遊客登山健行之道路。此外，登頂亦可由武嶺停車場旁登山口直登（現今於停車場已設置告示牌禁止），又或寒訓中心溯合歡溪，沿溪畔直上峰頂。一般路線登頂需耗時約60分鐘，下山則約45分鐘。

## 外部連結
- 合歡山主峰位置：太魯閣國家公園